# 멜로디 클라버
멜로디 클라버(Melody Klaver, 1990년 9월 9일 ~ )는 네덜란드의 배우이다. 2019 황금송아지상 여우주연상 수상자이다.

## 출연 작품
- 실크 로드 (2017)
- 더스크 (2010)
- 전시의 겨울 (2008)
- 킵 오프 (2006)
- 노던 라이트 (2006)